# Pseudophoxinus punicus
Espèce
Synonymes
- Anaecypris punica (Pellegrin, 1920) (préféré par NCBI)[2]
- Leucisicus punicus (Pellegrin, 1920)[3]
- Phoxinellus punicus Pellegrin, 1920[4] [3]
- Pseudophoxinus punicus[2]

Statut de conservation UICN

ENB1ab(iii)+2ab(iii) : En danger
Pseudophoxinus punicus est un poisson d'eau douce de la famille des Cyprinidae.

## Répartition
Pseudophoxinus punicus est endémique du bassin de la Medjerda, un oued prenant sa source en Algérie et dont le parcours s'étend essentiellement en Tunisie. Cette espèce est considérée comme en danger d'extinction essentiellement par l'accroissement des périodes de sécheresse et la pollution des cours d'eau par l'agriculture.

## Description
La taille maximale de Pseudophoxinus punicus est inférieure à 100 mm.

## Étymologie
Son nom spécifique, du latin punicus, « Carthaginois », lui a été donné en référence au lieu de sa découverte située dans l'actuelle Tunisie.

## Publication originale
- Jacques Pellegrin, « Sur deux Cyprinidés nouveaux d'Algérie et de Tunisie appartenant au genre Phoxinellus », Bulletin du Muséum national d'histoire naturelle, 1re série, vol. 26, no 5,‎ 1920, p. 372-375 (ISSN 0027-4070)[7].